# Стефани
Стефа́ни (греч. Στεφάνη) — деревня в Греции. Расположена на северном склоне Парниса на высоте 580 метров над уровнем моря в 27 километрах к северо-западу от центра Афин, площади Омониас. Входит в общину (дим) Танагру в периферийной единице Беотии в периферии Центральной Греции. Население 222 жителя по переписи 2011 года.
До 1927 года называлась Крора (Κρώρα).

## Сообщество Стефани
В местное сообщество Стефани входит деревня Катаскиноси. Население 239 жителей по переписи 2011 года. Площадь 30,877 квадратных километров.
| Населённый пункт | Население (2011), человек |
| ---------------- | ------------------------- |
| Катаскиноси      | 17                        |
| Стефани          | 222                       |

## Население
| Год  | Население, человек |
| ---- | ------------------ |
| 1991 | 401                |
| 2001 | 261                |
| 2011 | ↘ 222              |